# Malcolm Macmillan
Malcolm Kenneth MacMillan (21 août 1913 - 17 novembre 1978) est un journaliste et un homme politique du Parti travailliste écossais.

## Biographie
Aux élections générales de 1935, il est élu député des îles de l'Ouest. Il est réélu aux sept élections générales suivantes, en tant que député de la circonscription pendant 35 ans, avant de perdre son siège aux élections générales de 1970 au profit de Donald Stewart (homme politique écossais) du Parti national écossais (SNP).
En 1972, Macmillan est expulsé du Parti travailliste après un désaccord sur la sélection de son remplaçant comme candidat travailliste, Andrew Wilson. Macmillan se présente comme candidat du Parti travailliste uni aux élections générales de février 1974, mais termine à la quatrième place, ne recueillant que 6,8% des voix tandis que le SNP augmente considérablement sa majorité.